# Río Las Ceibas
 (octobre 2013).
Le río Las Ceibas est une rivière de Colombie et un affluent du Río Magdalena.
La rivière Las Ceibas est la principale source d'eau de la ville de Neiva , d'où est alimenté l'aqueduc municipal; son canal principal est né dans la colline de  Santa Rosalía . Le bassin atteint une altitude maximale de 3 150 mètres dans les écosystèmes stratégiques de Santa Rosalía (côté nord-est du bassin) et de La Sibérie. La plus basse altitude est à de 430 mètres, qui coïncide avec la zone urbain dans la commune 10, la commune 5, la commune 3, la commune 2 et la commune 1 de la ville de Neiva.

## Géographie
Le río Las Ceibas prend sa source sur le versant ouest de la cordillère Orientale, dans l'est du département de Huila. Il coule ensuite vers l'ouest avant de rejoindre le río Magdalena au niveau de la ville de Neiva.